# Lindau
Lindau (alemmannul Linda) festői szépségű német város, mely a Boden-tó (Bodensee) partján, a német-osztrák-svájci hármashatárnál fekszik. Svábföld egyező nevű kerületének közigazgatási központja. Lakosainak száma 26 155 fő (2023. december 31.).

## Földrajz

### Fekvése
A történelmi óváros egy 68 hektáros part menti szigeten fekszik, ami a Vatikán területének másfélszerese. A szigetet egy gát és egy híd köti össze a szárazfölddel. A lindaui főpályaudvar is a szigeten található. A városhoz tartozik még egy kisebb, Hoy nevű sziget is. A város és az Ausztria közötti határt a Leiblach folyó képezi. Mára Lindau jócskán túlnőtte az eredeti területéül szolgáló szigetet, és a szárazföldön több, mint 30 km²-es területet is magába foglal.

#### Éghajlat

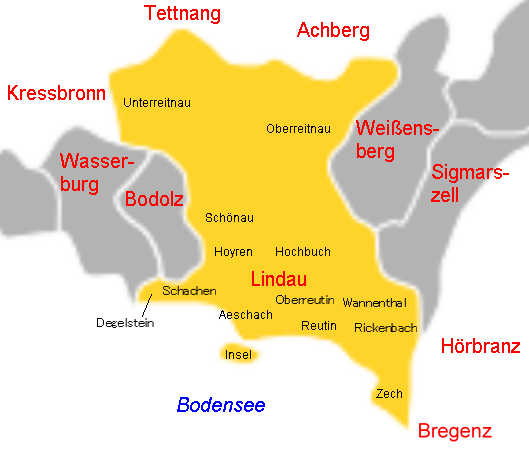
Lindau városrészei és a szomszédos települések

Lindau a Sváb-Bajor-medence és az Alpok vonulatai között fekszik. A hegyvidéki éghajlat közelsége magasabb csapadékot és alacsonyabb évi középhőmérsékletet okoz. Lindau Németország egyik legcsapadékosabb területén fekszik, az évi átlagos csapadékmennyiség 1420 mm körüli. A legcsapadékosabb hónap a június, amikor több mint kétszer annyi eső hullik, mint a legszárazabb februárban. A csapadék éves eloszlásának ingadozása magasnak mondható.

### Városrészek
| - Aeschach - Hochbuch - Hoyren - Insel | - Oberreitnau - Reutin - Schachen | - Schönau - Unterreitnau - Zech |

## Népesség
| Lakosok száma | 2701 | 13 582 | 25 684 | 23 619 | 23 874 | 24 772 | 24 560 | 25 249 | 25 490 | 26 155 |
|               | 1808 | 1925   | 1961   | 1987   | 2000   | 2010   | 2013   | 2016   | 2019   | 2023   |

## Történelem

### Korai történelem
Lindau és a Bodeni-tó környéke ősidőktől kezdve lakott terület, amit a tóban több helyen is megtalált cölöpházak maradványai bizonyítanak. A szárazföldi Aeschach városrészben a 2. vagy a 3. század elejéről származó római kori településnyomokra bukkantak.

### Középkor

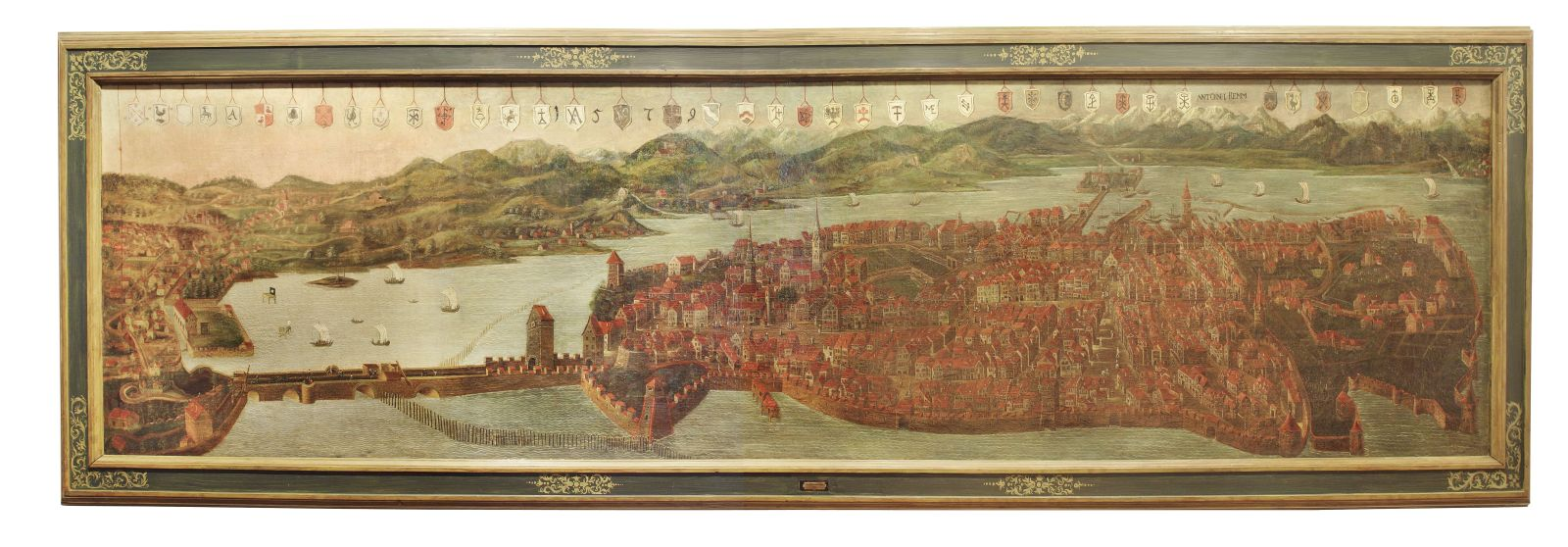
Lindau 1579-ben

Lindau első írásos említése 882-ből, egy Szent Galleni szerzetes tollából származik. Ez a feljegyzés egy apácakolostorra, vagy annak elődjére vonatkozik, amelynek neve "Unsere Lieben Frau unter den Linden" (Miasszonyunk a hársfák alatt) volt. A zárdát valószínűleg Adalbert, Raetia grófja építtette a 9. század elején.
Lindau nevének jelentése: "sziget, ahol hársfák nőnek". A város 13. századból származó címerében a hársfa szimbóluma máig őrzi ezt a történetet, melynek leveleinek száma a századok folyamán három és tizenöt között változott.
A város piaca 950-ből származik, és eredetileg a szárazföldön volt, de 1079-ben, az invesztitúraharcok idején biztonsági okokból a szigetre költöztették. A piacon borral, a Szent Gallen-i szerzetesek által termelt gyümölccsel és zöldséggel, valamint lennel és a hajóépítéshez szükséges kenderrel kereskedtek. A környékről zsírt, sajtot és szarvasmarhát, a sváb gazdák pedig gabonát vittek a vásárokra. A helyi kereskedelem hamarosan kiegészült a déli vidékekkel való távolsági kereskedelemmel. A 15. századtól egészen 1826-ig közvetlen kereskedelem folyt Lindau és Milánó között.
A legrégebbi építészeti alkotás a szárazföld irányába néző úgynevezett Heidenmauer, egy városfal, ami vagy a római korban, vagy a középkorban épült.
A Szent István plébániatemplom 1180-ból származik, 1224-ben pedig a ferences rendi szerzetesek alapítottak kolostort a szigeten. A gabona és sókereskedelemben meggazdagodott polgárság jogait I. Rudolf német király megerősítette, és szabad birodalmi várossá tette Lindaut.

### Újkor

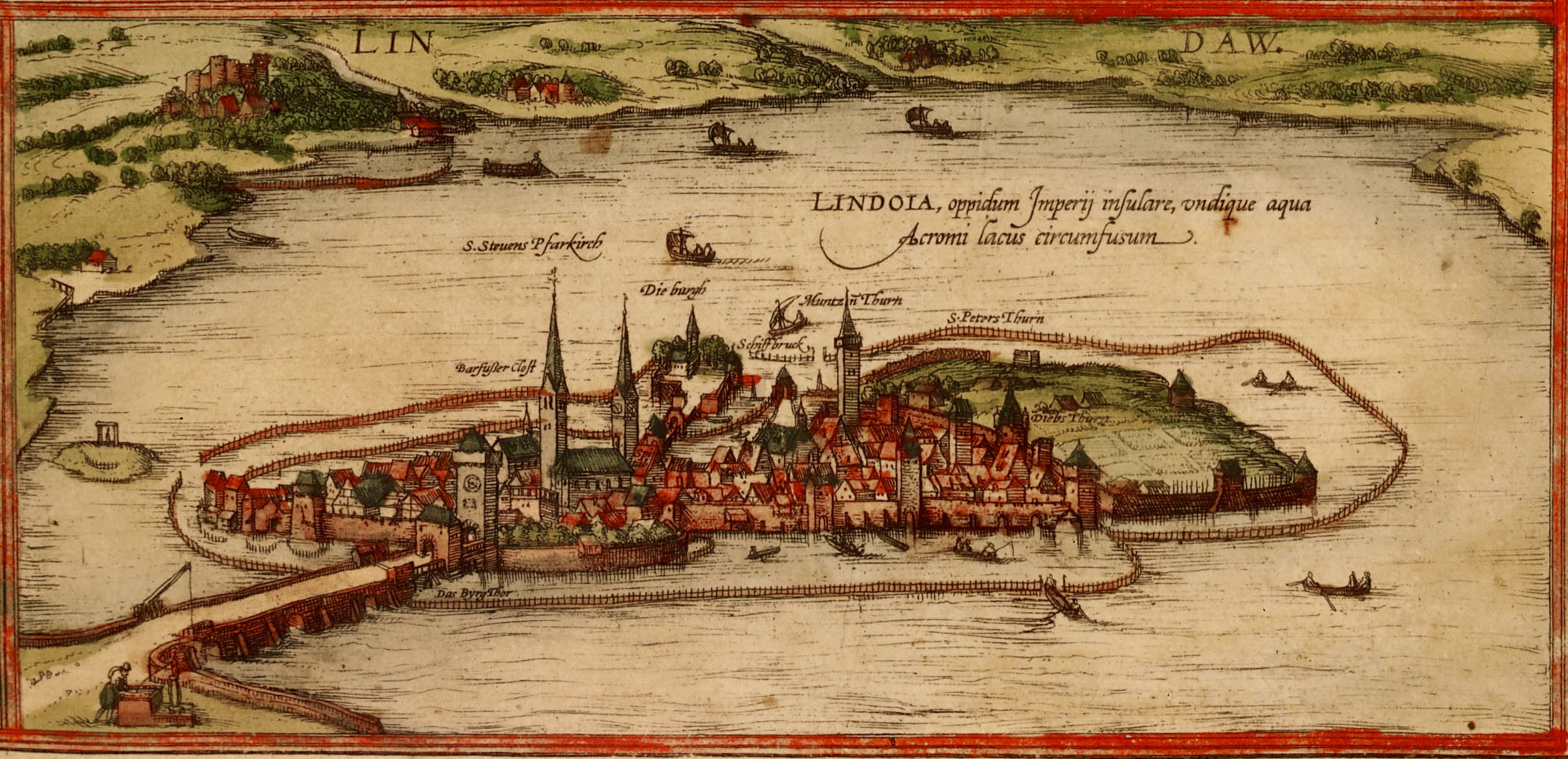
16. századi metszet Lidauról

1500 körül a pestis egyre inkább elterjedt a kereskedelmi- és zarándokutak mentén, majd a 16. század elején már Lindauban is tombolt a járványt. A tömeges halálozások hatással voltak a temetkezési kultúrára is. A fertőzéstől való félelem és a belvárosi temetők telítettsége miatt a hullákat a városfal mellett temették el. Ezekből az időkből származik az Aeschach-i "Alten Friedhof" (Öreg temető). 1635-re a környező falvakban is felütötte fejét a pestis, így a halottakat a külön erre a célra kijelölt Unterreitnau-i, Wasserburg-i és Hergensweiler-i temetőkben földelték el.
1528-ban , a reformáció idején a városi polgárság felvette az evangélikus hitet. Az 1529-es speyeri birodalmi gyűlésen a város a protestáns kisebbséget képviselő csoport oldalán állt. A polgárság Martin Bucer tanaihoz csatlakozva az evangélikus vallás szabad terjesztését követelte.

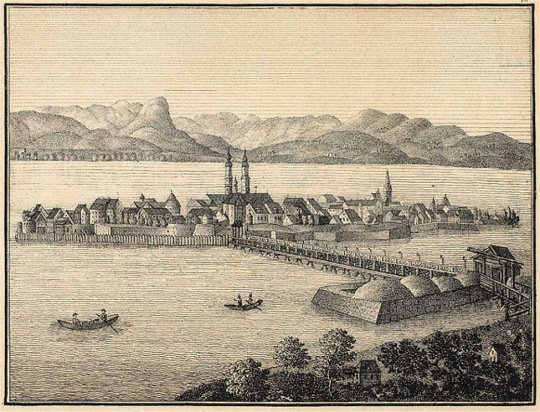
Lindau a 17. században

1646/7-ben a harmincéves háború idején a várost a svédek ostromolták. Max Willibald von Waldburg-Wolfegg gróf vezetésével azonban a lidauiak a ködös éjszaka folyamán lerombolták az ostromgépeket és elűzték a svédeket. A város védői a szárazföldi "Kleinen See" mocsaráig nyomultak előre. A városfal még 19. században is magán viselte az egykori ostrom lövedékeinek nyomait.
1655-ben, a harmincéves háború elmúltával rendezték meg az első lindaui Gyermekfesztivált. Az alapító Valentin Heider az ünnepségek örömét akarta visszaadni az elhanyagolt gyerekeknek. A fesztivált a mai napig minden évben megrendezik a város összes iskolájának részvételével.
1728-ban tűzvész pusztította el az óváros egy részét. Az épületeket az akkor dívó barokk stílusban építették újjá.

### 19. század

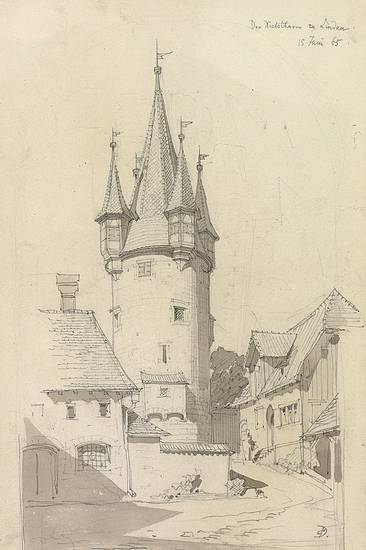
A tolvajok tornya egy 1865-ös rajzon

1802-ben, a Német-római Birodalom felbomlásának időszakában és a napóleoni háborúk idején a város elvesztette jogait, az ezeréves apácakolostort pedig        szekularizálták. 1804-ben a város és a zárda Ausztriához került, majd 1806-ban az újonnan megalakult Bajor Királyság területéhez csatolták.
A hajózást 1824-ben bővítették, majd a század közepén kiépült a vasút Augsburg és Bregenz irányába. Az új kikötő 1856-ból származik az oroszlán szobrával és Bajorország egyetlen világítótornyával, amelyek azóta Lindau jelképévé váltak.

### 20. század
Ludwig Siebert főpolgármester 1922-ben Lindauhoz csatolta a közeli szárazföldön fekvő Aeschach, Hoyren és Reutin nevű településeket. Ugyanő lett Bajorország első nemzetiszocialista polgármestere, majd Hitler hatalomátvétele után bajor miniszterelnök 1933-tól 1942-ben bekövetkezett haláláig.
Lindau a második világháború idején jelentős kiképzőközpontként funkcionált. A Wehrmacht gyalogos és partraszálló egységeit és úttörőit a város környékén képezték ki. 1945. április 30-án a francia csapatok harc nélkül foglalták el a várost.
A háború befejeztével a lindaui kormányzati kerület a francia megszállási zóna része lett, és leválasztva az amerikai megszállású Bajorországról, különleges státuszt kapott. A következő tíz évben a terület hídként szolgált Németország és Ausztria franciák által megszállt területei között. 1955. szeptember 1-jén a várost  visszacsatolták a Bajor Szabadállamhoz.
A világháború óta rendezik meg a városban a Nobel-díjasok Gyűlését (1955-ben itt született a mainaui nyilatkozat), és a lindaui Pszichoterápiás Hetet, ez utóbbit minden nyáron 4000 terapeuta keresi fel.

## Politika

### Polgármesterek
- 1861–1868: Oskar Stobäus
- 1868–1870: Johannes von Widenmayer
- 1870–1873: Ludwig Britzelmayr
- 1873–1894: Oskar von Lossow
- 1894–1919: Heinrich Schützinger
- 1924–1933: Ludwig Siebert, Bajor Néppárt, majd 1931-től: Nemzetiszocialista Német Munkáspárt(NSDAP)
- 1933–1939: Fritz Siebert ( Ludwig Siebert fia)
- 1939–1945: Josef Haas
- 1945:      Franz Eberth
- 1945–1956: Walter Frisch
- 1956–1964: Josef Haas
- 1964–1988: Josef Steurer, pártfüggetlen
- 1988–2000: Jürgen Müller
- 2000-2012: Petra Meier to Bernd-Seidl, pártfüggetlen
- 2012-től: Dr. Gerhard Ecker (SPD)

### Partnervárosok
- Chelles, Franciaország
- Reitnau (Ober- és Unterreitnau városrészekkel), Svájc
- Lindau, Szász-Anhalt, Németország

## Nevezetességek, látnivalók

### Kikötő

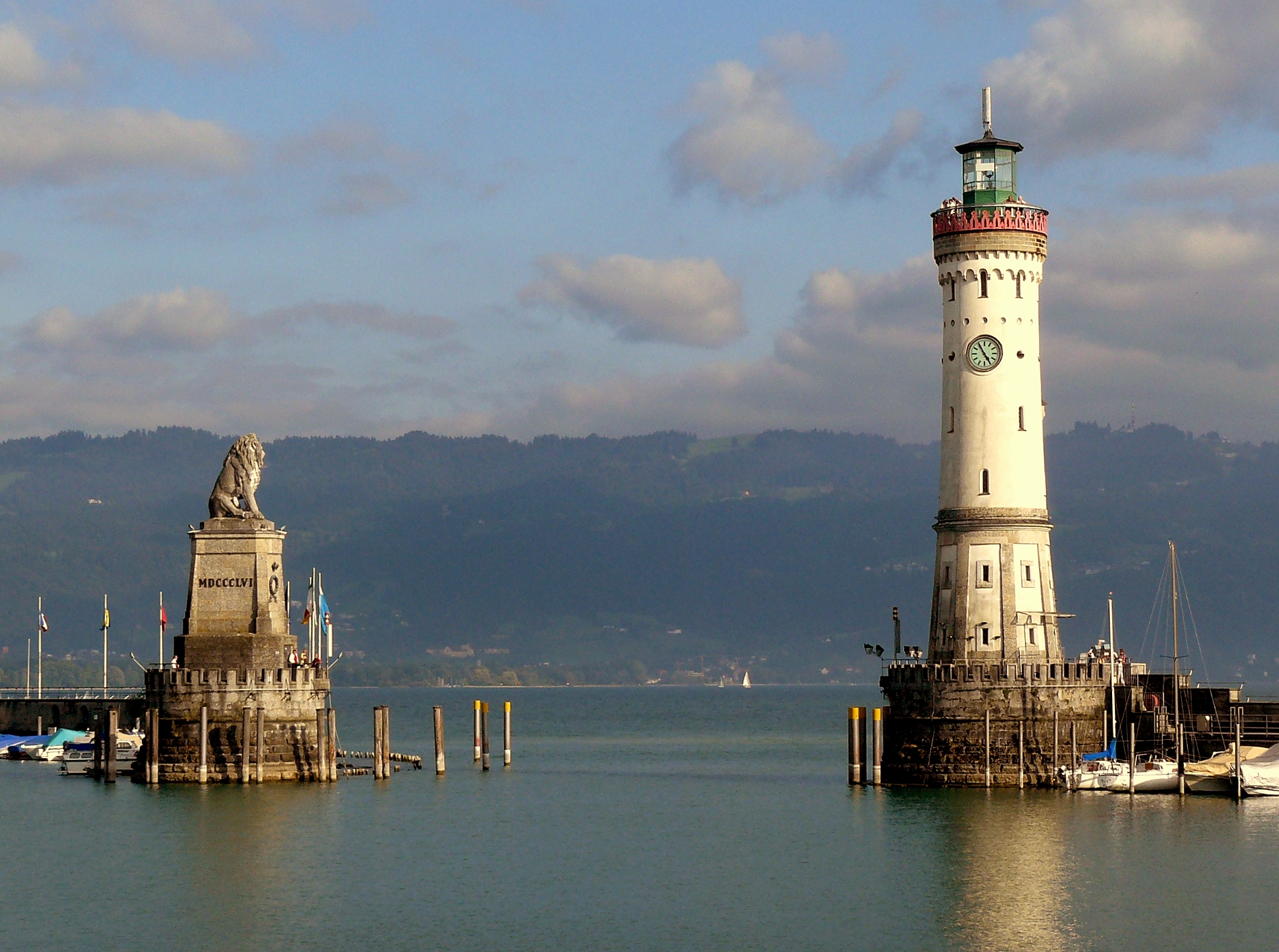
A kikötő bejárata

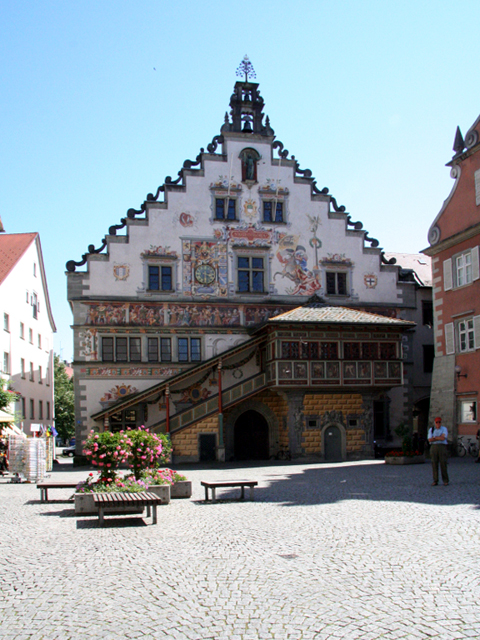
A régi városháza

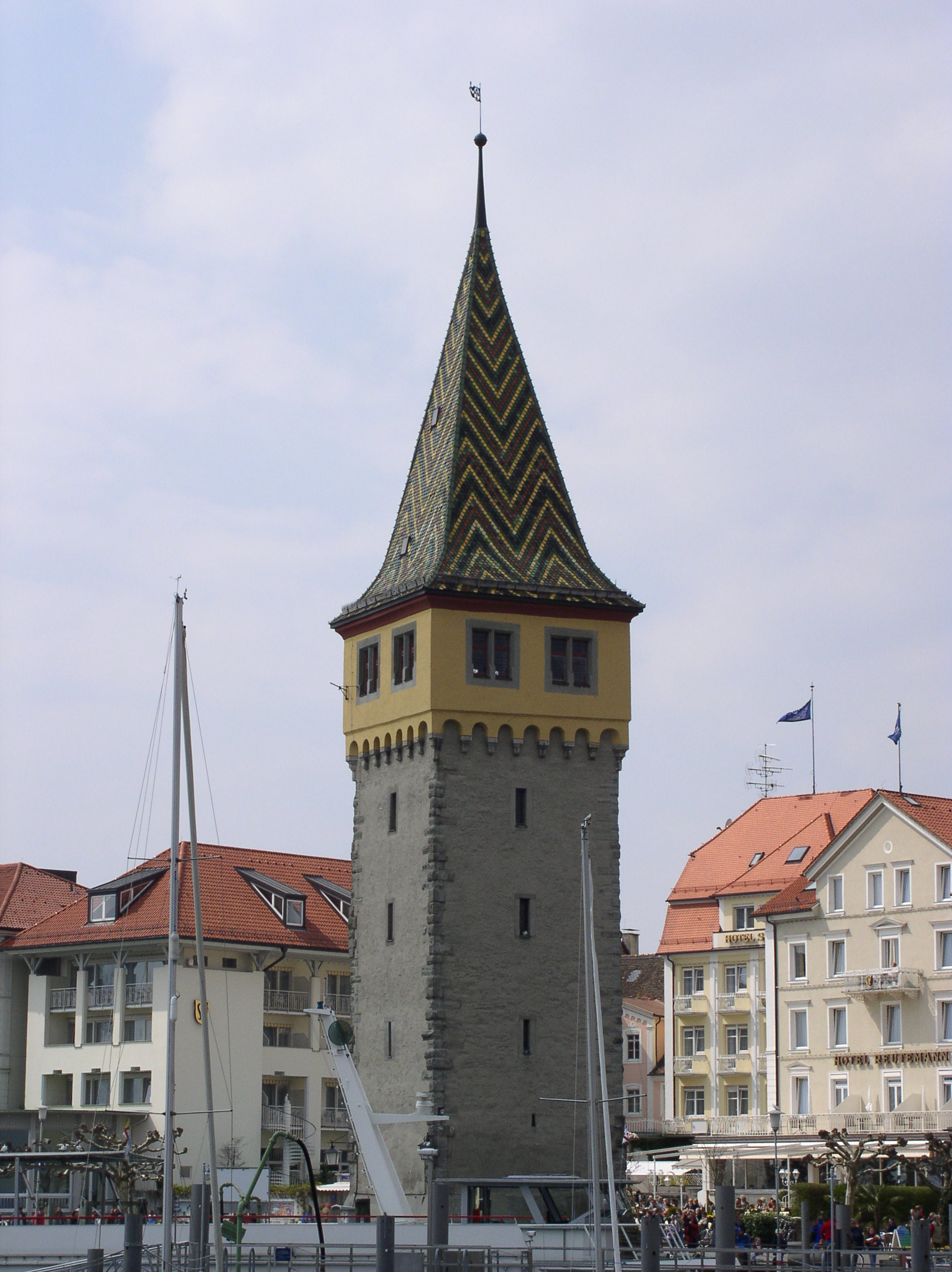
A kikötő és a Mangturm

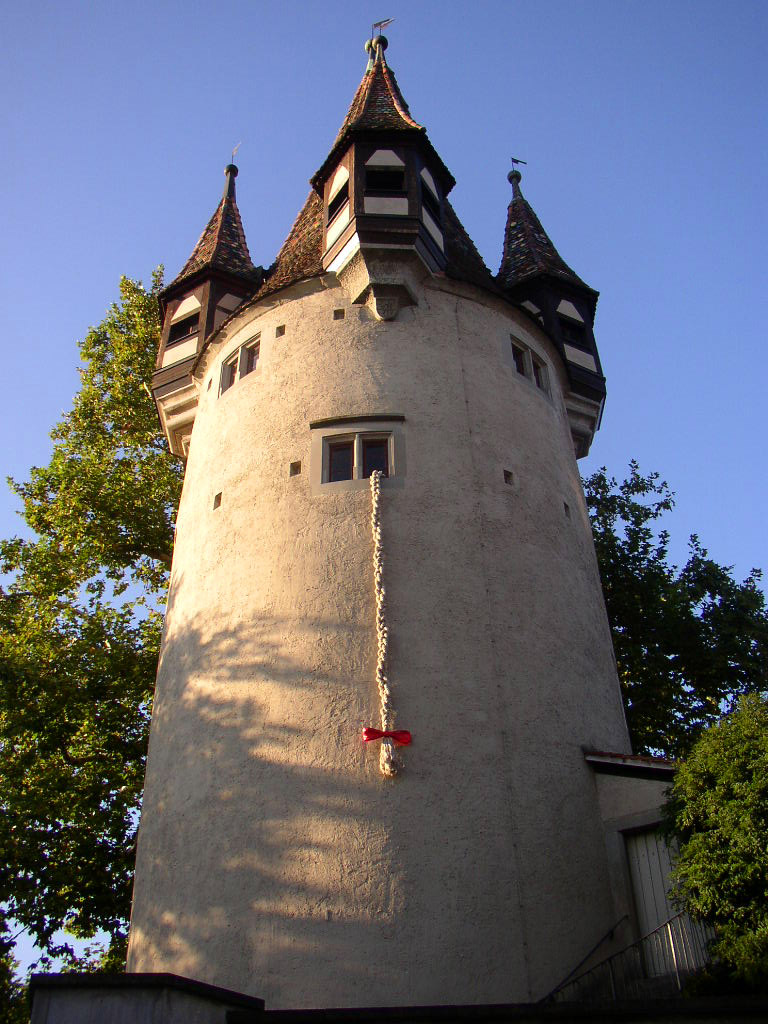
A tolvajok tornya

A város jelképének számít, bejáratát egyik oldalról az 1856-ban épült világítótorony, a másik oldalról egy oroszlán szobra szegélyezi.

### Városi pályaudvar
Már az első pályaudvar is a szigeten épült 1853-ban, mivel fontossá vált, hogy a kikötőbe érkező árukat közvetlenül lehessen vasúton továbbszállítani. A mai pályaudvar, Bahnhof Lindau-Insel, korábbi nevén Lindau Hauptbahnhof 1913 és 1920 között épült, és a Jugendstil, azaz a szecesszió jegyeit viseli magán.

### Régi városháza
A régi városháza (Altes Rathaus) 1422-ben épült gótikus stílusban, majd 1576-ban a reneszánsznak megfelelően átépítették, és egy lépcsőzetet is kapott. A hátsó falán a város történetét felelevenítő festmény található, amely a 19. században készült historizáló stílusban. A sétálóutca felőli oromzat alatt egy díszes külső lépcső is található. 1496 és 1497-ben a városháza gótikus tanácstermében tartották a birodalmi gyűlést (Reichstag).

### Mangturm
A Mangturm (Mang-torony) régen világítótoronyként funkcionált és 1180-tól 1300-ig volt használatban. Húsz méteres magasságágával még néhány templomtornyot is leköröz. A kikötő mellett álló épület valamikor a városfal végét jelentette, és a 19. századig csupán egy vonathídon keresztül lehetett megközelíteni. A tornyot a tetejét díszítő színes cserepek teszik könnyen felismerhetővé. Nevét a közelben egykor működött posztócéhről kapta (Mang vö. mángorló).

### Tolvajok tornya
A tolvajok tornya (Diebsturm) az óváros északi végében épült a városfal részeként 1380-ban. Sokáig börtönként szolgált, a neve is innen ered. A Diebsturm a városfal több ágának találkozásánál volt található, környékén a 13. századból származó védelmi árkok feküdtek. Ezeket később feltöltötték, a városfal köveit pedig a kikötő kiépítésénél használták fel. Az árkok és a falak helyét néhol az utcák és a házak vonalának futásán lehet felismerni.
Az 1500-as években folytatódott a védelmi rendszer megerősítése. A sziget beépítetlen nyugati felében új sáncokat és bástyákat emeltek, mint a Pulverschanze, a Sternschanze, a Lindenschanze és a Karlsbastion. Az utolsó jelentős erődítésre a 17. század első felében került sor, ekkor épült a Ludwigsbastion, a Maximilianschanze és a Gerberschanze.
A 19. századra az erődrendszer nagy részét lebontották, a köveket pedig a kikötő 1811-es, valamint 1853-1856 közötti kiépítésére és modernizálására használták fel.

### Maximilianstraße
A sziget sétáló és főutcája, amit a 16. és 17. században épült polgárházak szegélyeznek. A házak tornácai, ablakai és oromzata gazdagon díszítettek, sok falat festmények borítanak.

### Haus zum Cavazzen
A festett homlokzatú ház 1728-1729 között épült barokk stílusban az Appenzell Ausserrhoden kantonból származó építész, Jakob Grubenmann tervei alapján. A híres művészettörténész, Georg Dehio „a Bodeni-tó legszebb házának” nevezte az épületet. 1928 óta itt kap helyet a városi múzeum.

### Lindavia-kút
A kutat II. Lajos bajor király trónra lépésének huszadik évfordulója alkalmából építették vörös márványból. A tetején a város védője, Lindavia látható egy hársfaággal. A többi figura a város gazdagságát: a kikötőt, a halászatot, a borászatot, és a földművelést jelképezi.

## Gazdaság

### Vállalatok
Korábban Lindau textilipari központnak számított. Mára a rengeteg kisvállalkozás mellett megjelentek a nagyvállalatok is, mint például a munkagépek gyártásáról ismert Liebherr. A városban található a Domicil lakberendező cég németországi központja.
A város környékén jelentős a gyümölcstermesztés, sok termesztő közvetlenül a saját gazdaságán adja el az áruját, valamint gyümölcslét is készítenek. A halászat a gasztronómia és a turizmus miatt kezd felértékelődni, de gazdaságilag még csekély a szerepe.
Az ívóvízellátás a nonnerhorn-i és a hoyerbergi víztározókból történik, amelyek a Bodeni-tóból nyerik a vizet. A gázellátást a várost orosz importgázból fedezi.

### Turizmus

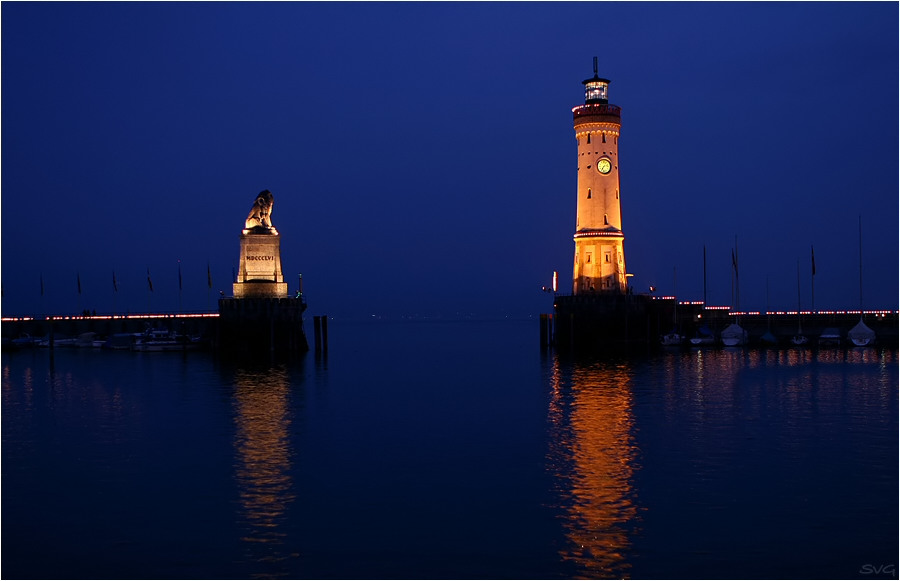
A kikötő esti fényekben

A várost egyedülálló fekvése, és történelmi óvárosa miatt rengeteg turista keresi fel. A nyári hónapokban ez jelenti a fő bevételi forrást. Az évente megrendezett események, mint a Nobel-díjasok Gyűlése és a Pszichoterápiás Hetek szintén sok látogatót vonzanak. A várost érintik a Németország alpesi területén futó kiránduló utak, valamint Lindau az egyik állomása a Boden-tó körüli kerékpár- és túraútvonalaknak.

### Gasztronómia
A szigeten lévő éttermek célcsoportja elsősorban a várost egy napra meglátogató turisták, míg a szárazföldi városrészek éttermei a lindauiakat és a közeli osztrák városokból ide látogatókat szolgálják ki.

## Híres szülöttek
- Peter Lee Lawrence, színész, spagettiwesternek főszereplője, itt született 1944-ben.

## Fordítás
- Ez a szócikk részben vagy egészben a Lindau (Bodensee) című német Wikipédia-szócikk fordításán alapul.  Az eredeti cikk szerkesztőit annak laptörténete sorolja fel. Ez a jelzés csupán a megfogalmazás eredetét és a szerzői jogokat jelzi, nem szolgál a cikkben szereplő információk forrásmegjelöléseként.